# Самани (посёлок)
Са́мани (яп. 様似町 Самани-тё:) — посёлок в Японии, находящийся в уезде Самани округа Хидака губернаторства Хоккайдо. Площадь посёлка составляет 364,33 км², население — 4734 человека (30 июня 2014), плотность населения — 12,99 чел./км².

## Географическое положение
Посёлок расположен на острове Хоккайдо в губернаторстве Хоккайдо. С ним граничат посёлки Уракава, Эримо, Хироо.

## Население
Население посёлка составляет 4734 человека (30 июня 2014), а плотность — 12,99 чел./км². Изменение численности населения с 1980 по 2005 годы:
| 1980 | 7986 чел. |  |
| 1985 | 7745 чел. |  |
| 1990 | 7159 чел. |  |
| 1995 | 6686 чел. |  |
| 2000 | 6210 чел. |  |
| 2005 | 5711 чел. |  |

## Символика
Деревом посёлка считается Pinus parviflora, цветком — Callianthemum.